# 送春曲
「送春曲」（そうしゅんきょく）は、1978年12月25日に発売された野口五郎の29枚目のシングルである。

## 収録曲
- 全曲作詞：阿久悠／作曲・編曲：筒美京平

1. 送春曲
2. 1981年